# 藤原実政
藤原 実政（ふじわら の さねまさ）は、平安時代中期の貴族。藤原北家日野流（真夏流）、従三位・藤原資業の三男。官位は従二位・参議。

## 経歴
文章博士であった父・資業と同様に学問の道を歩み、長暦元年（1038年）文章得業生となり、次いで対策に及第して長久2年（1041年）に六位蔵人に任ぜられる。長久3年（1042年）には後朱雀天皇の第二皇子尊仁親王（後の後三条天皇）読書始で尚復（侍読が読んだ内容を復唱する役割）を務めた。永承5年（1050年）に東宮尊仁親王の学士となり、敦成親王（後一条天皇）の侍読を務めた父資業に続いて、親子二代で侍読となった。
東宮学士実政に対する尊仁親王の信頼は厚く、天喜元年（1053年）東宮御息所・藤原茂子が第一皇子・貞仁親王（後の白河天皇）を生んだ際には、実政の姉妹（藤原惟経の妻）が乳母の一人となっている。 また、康平7年（1064年）に実政が甲斐守に任じられ任国に下向する際、尊仁親王から、任国に行っても都のことひいては私のことを忘れないで欲しい、との趣旨の御製が贈られた。
治暦4年（1068年）尊仁親王が即位（後三条天皇）したことに伴い、実政は前東宮学士の労により正四位下に昇進した。翌治暦5年（1069年）には、同じく尊仁親王の学士であった大江匡房とともに新東宮貞仁親王の学士に任じられ、尊仁・貞仁と二代続けて東宮学士を務めることとなる。
後三条天皇が即位してからもその信頼は変わらず、延久4年12月（1073年）には左中弁へ抜擢された。この人事について、本来であれば当時権左中弁の官職にあった藤原隆方を任命すべき所であった。しかしながら、以前木津の渡しで隆方が実政に対して、なかなか天皇になれない皇太子（尊仁親王）に当てこすった悪口を言ったことがあり、それを覚えていた後三条天皇は隆方を越えて敢えて実政を左中弁に任じたとされる。実政が左中弁に任ぜられた直後、後三条天皇は貞仁親王（白河天皇）に譲位して院庁を開き、実政は院庁別当となるが、まもなく後三条院は崩御した。
次代の白河天皇も恩師である実政を厚遇し、承保4年（1077年）に蔵人頭、承暦4年（1080年）には参議・従三位、永保2年（1082年）正三位と順調に昇進する。
永保4年（1084年）実政は大宰大弐に任ぜられ、参議を辞して大宰府へ下向。任国への赴任の功労として、翌応徳2年（1085年）には従二位に昇る。大宰府では九州最大の荘園領主であった宇佐八幡宮との間に紛争が発生したらしく、寛治元年（1087年）宇佐八幡宮の神人から白河院御所に対して、実政が正八幡宮神輿を射て毀損したとの訴えがあり、翌寛治2年（1088年）に実政は大宰大弐を辞して上洛した。結局同年11月に実政は伊豆国への流罪と決定、併せて息子敦宗も連座し左少弁を解官された。その後実政は配流途中の近江国で出家したが許されず、寛治7年（1093年）2月18日に伊豆国の配所で薨去した。享年75。

## 官歴
『公卿補任』による。
- 長暦元年（1038年） 12月：文章得業生
- 長暦2年（1039年） 正月：美作権大掾
- 長久元年（1040年） 12月21日：対策
- 長久2年（1041年） 正月12日：六位蔵人
- 長久4年（1043年） 正月：式部少丞
- 長久5年（1044年） 正月5日：従五位下。12月14日：宮内権大輔
- 永承5年（1050年） 2月：大内記。11月13日：従五位上。11月25日：東宮学士
- 永承7年（1052年） 2月26日：兼美濃権介
- 天喜4年（1056年） 正月5日：正五位下
- 天喜6年（1058年） 正月：加賀権守
- 康平4年（1061年） 正月5日：従四位下
- 康平7年（1064年） 3月4日：兼甲斐守
- 治暦3年（1067年） 正月：従四位上
- 治暦4年（1068年） 4月19日：止東宮学士（尊仁親王踐祚による）。7月19日：正四位下
- 治暦5年（1069年） 正月27日：備中守。2月：兼文章博士。4月28日：兼東宮学士
- 延久4年（1072年） 7月24日：近江守。12月：左中弁
- 延久5年（1073年） 4月20日：正四位上
- 承保2年（1075年） 閏4月23日：修理左宮城使。6月13日：右大弁
- 承保3年（1076年） 正月20日：氏院別当
- 承保4年（1077年） 正月29日：蔵人頭
- 承暦元年（1078年） 12月13日：兼右京大夫
- 承暦2年（1078年） 正月：兼但馬権守。3月：辞文章博士
- 承暦4年（1080年） 8月14日：参議。8月22日：左大弁。11月3日：従三位
- 承暦5年（1081年） 日付不詳：勘解由長官
- 永保2年（1082年） 正月21日：兼讃岐守、正三位。3月27日：兼式部大輔、罷右京大夫
- 永保4年（1084年） 6月23日：大宰大弐、止参議。
- 応徳2年（1085年） 12月16日：従二位
- 寛治2年（1088年） 11月30日：流罪（伊豆国）
- 寛治7年（1093年） 2月18日：薨去

## 系譜
『尊卑分脈』による。
- 父：藤原資業
- 母：源重文の娘
- 妻：藤原国成の娘
  - 男子：藤原敦宗（1043-1111）
  - 男子：藤原清宗
- 生母不明：
  - 男子：勝源
  - 女子：藤原有信妻
  - 女子：藤原公実室